# Crassula crenulata
Crassula crenulata (Thunb., 1778) è una pianta succulenta appartenente alla famiglia delle Crassulaceae, endemica del Sudafrica.
L'epiteto specifico crenulata deriva dal latino crenulaus si rifà ai margini delle foglie che presentano numerosi piccoli denti, ovvero crenulati.

## Descrizione

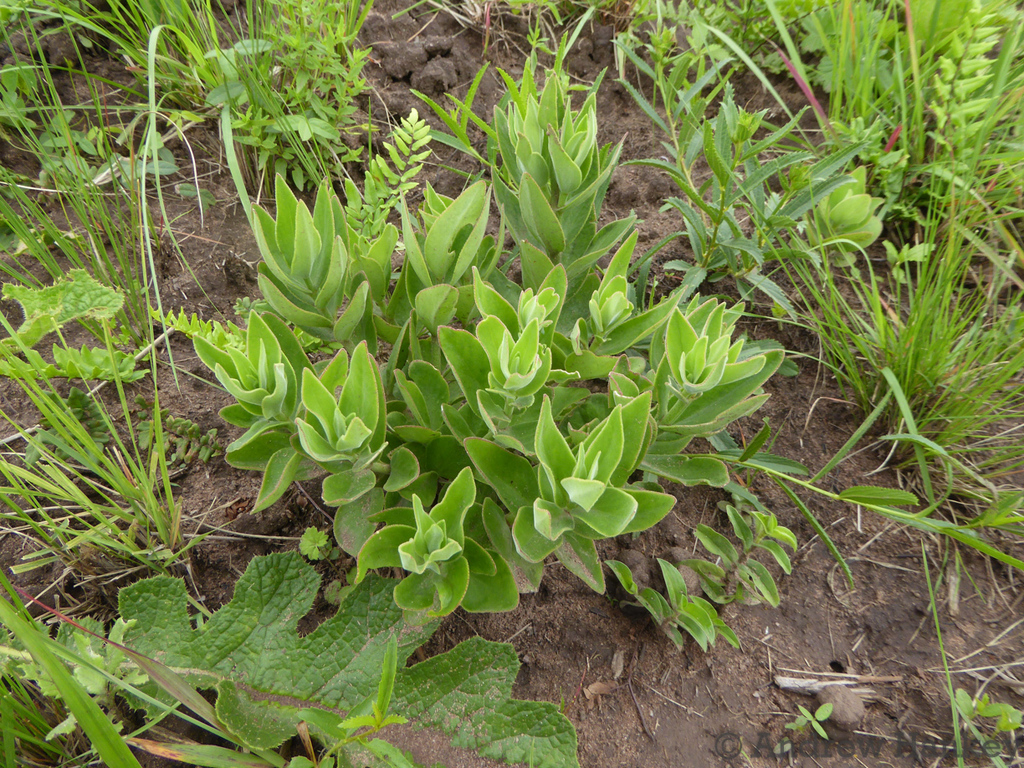
Esemplare di C. crenulata.

C. crenulata è una pianta perenne formata da numerosi steli eretti, lunghi fino a 40 centimetri e poco ramificati, che si sviluppano a partire da una radice a tubero dalla forma allungata. Si tratta di una pianta geofita, pertanto durante la stagione avversa non presenta organi aerei e si svilupperà a partire da gemme sotterranee.
Le foglie sessili, dalla forma da oblanceolata ad ellittica alla base, ed oblungo-lanceolate verso l'apice, misurano circa 3–8 cm in lunghezza per 0,5-2,5 cm in larghezza e non cadono nel tempo. Hanno un profilo appiattito, margini da interi a crenulati ed un'estremità da acuta ad ottusa.
Le infiorescenze a tirso, che si sviluppano tra gennaio e aprile, presentano una cima piatta e sono diversamente ramificate da un esemplare all'altro, con casi di esemplari sia ad infiorescenza semplice che composta.
I fiori hanno un calice composto da sepali dalla forma da lineare a triangolare, con estremità acute e lunghi circa 3 millimetri. La corolla, a forma di stella, misura circa 18 mm in diametro ed è composta da petali dalla forma lanceolata, lunghi circa 8 mm e di colore bianco o crema, con alcune sfumature rosa. Gli stami portano delle antere di colore viola.

## Distribuzione e habitat
C. crenulata è originaria delle province sudafricane del Capo Occidentale, del Capo Orientale e del KwaZulu-Natal.
È una specie particolarmente diffusa tra praterie e macchie di arbusti tipiche dell'ecoregione nota come praterie montane dei monti dei Draghi.